# Ván Records
Ván Records est un label discographique allemand de heavy metal, basé à Rode-le-Duc.

## Histoire
Ván Records est fondé en 2004 par Sven Dinninghoff, membre au milieu des années 1990 des groupes de black metal Nagelfar et Graupel. Il est issu de Wòd-Ván, une association de fans de black metal d'Aix-la-Chapelle, fondée par Dinninghoff et d'autres membres de Nagelfar.
La première publication du label est Unlock the Shrine, album de The Ruins of Beverast. Alors que les premières publications sont du black metal, le label paraît ensuite des groupes de doom metal et de hard rock.
En 2011, Ván Records collabore avec des magazines musicaux. Fire Burning de The Devil's Blood sort en vinyle pour le label et en CD avec Rock Hard et Sweden-Rock avec d'autres titres bonus. En plus de ses propres publications, dont la plupart sont disponibles sur CD et vinyle, Ván Records publie des éditions vinyles de groupes comme Count Raven ou Wolves in the Throne Room.
En 2015, le festival Acherontic Arts se tient à Oberhausen pour célébrer le 10e anniversaire du label, qui se poursuit en 2016 et 2017, mais s'interrompt en 2018.

## Discographie
- 2004 : The Ruins of Beverast - Unlock the Shrine
- 2006 : Nagelfar - Virus West (réédition)
- 2006 : The Ruins of Beverast - Rain upon the Impure
- 2006 : Truppensturm - Truppensturm (EP)
- 2007 : Truppensturm - Fields of Devastation
- 2008 : The Devil's Blood - The Graveyard Shuffle (single)
- 2008 : The Devil's Blood - Come, Reap (EP)
- 2009 : Fluisterwoud - Laat alle hoop varen
- 2009 : Griftegård - Solemn, Sacred, Severe
- 2009 : Nagelfar - Hünengrab im Herbst (réédition)
- 2009 : The Devil’s Blood - I'll Be Your Ghost (Single)
- 2009 : The Devil’s Blood - The Time of No Time Evermore
- 2009 : The Ruins of Beverast - Foulest Semen of a Sheltered Elite
- 2009 : Urfaust - Einsiedler (EP)
- 2010 : Burden - A Hole in the Shell
- 2010 : Graupel - Am Pranger…
- 2010 : Nagelfar - Srontgorrth (réédition)
- 2010 : Tauthr - Life-Losing
- 2010 : Truppensturm - Salute to the Iron Emperors
- 2010 : Urfaust - Der freiwillige Bettler
- 2010 : Vanderbuyst - Vanderbuyst
- 2011 : Necros Christos - Doom of the Occult
- 2011 : The Devil’s Blood - Fire Burning (single)
- 2011 : The Ruins of Beverast - Enchanted by Gravemould (compilation)
- 2011 : The Devil’s Blood - The Thousandfold Epicentre
- 2012 : Wolves in the Throne Room - Wolves in the Throne Room (réédition)
- 2013 : The Devil’s Blood - III: Tabula Rasa or Death and the Seven Pillars
- 2013 : Helrunar/Árstíðir Lífsins - Fragments – A Mythological Excavation
- 2013 : Atlantean Kodex - The White Goddess
- 2015 : Our Survival Depends on Us - Scouts on the Borderline Between the Physical and Spiritual World
- 2017 : Derais - Of Angel´s Seed and Devil´s Harvest
- 2017 : Nagelfar - Als die Tore sich öffnen… + Jagd
- 2017 : Nagelfar - Alte Welten
- 2018 : Faal - Desolate Grief
- 2018 : Dautha - Brethren of the Black Soil
- 2018 : Antlers - beneath.below.behold
- 2018 : Wolvennest - VOID
- 2019 : Our Survival Depends on Us - Melting the Ice in the Hearts of Men
- 2019 : Sinmara – Hvisl Stjarnanna
- 2021 : Wolvennest - Temple
- 2023 : Wolvennest - 2023 : The Dark Path to the Light